# Avenue Jean-Jaurès (Clamart)
Pour les articles homonymes, voir Avenue Jean-Jaurès.
L'avenue Jean-Jaurès est une voie de communication située à Clamart dans les Hauts-de-Seine,, autrefois vue comme l'artère principale de la commune.

## Situation et accès

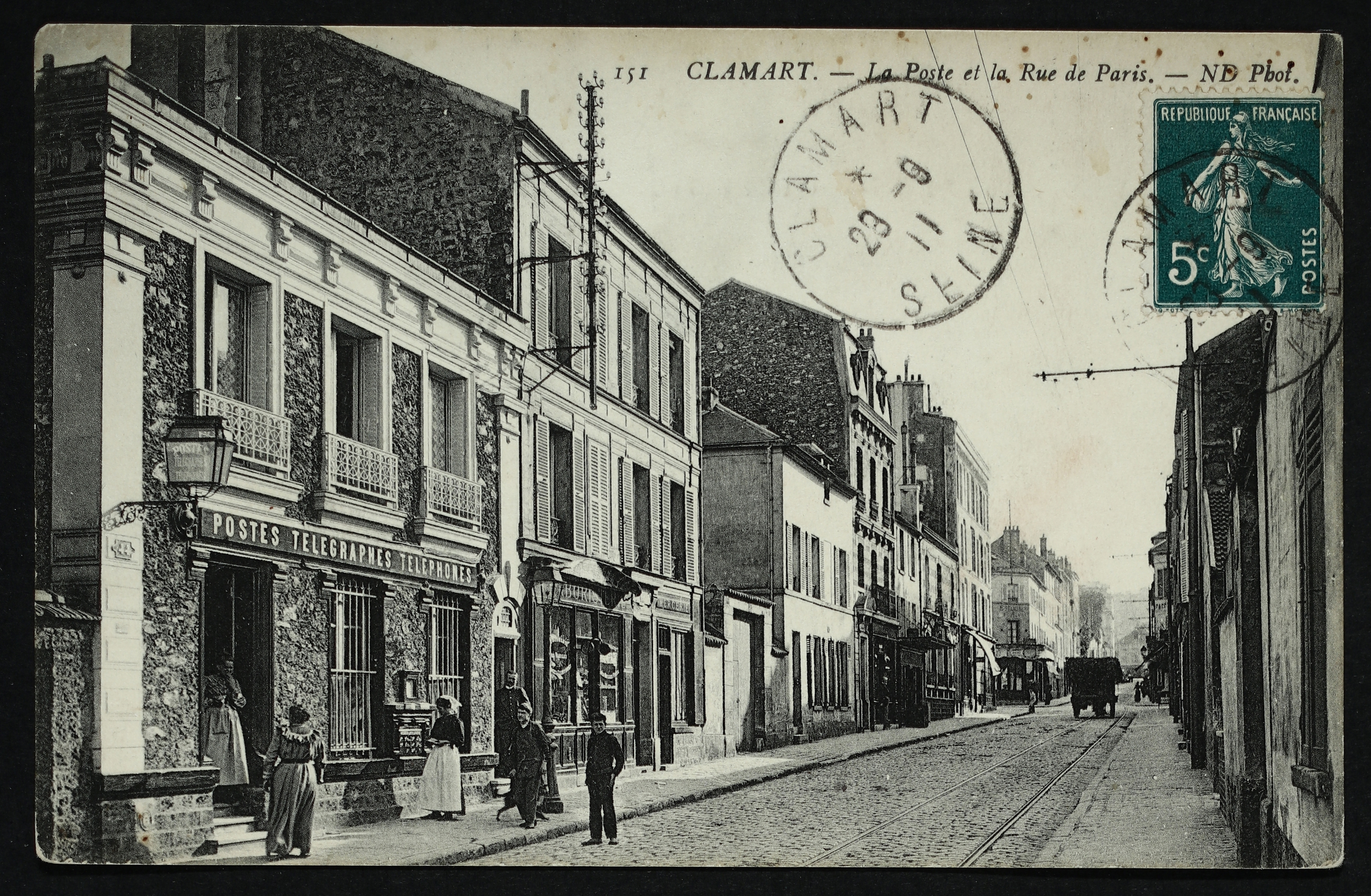
La rue de Paris et la poste.

L'avenue Jean-Jaurès est desservie par la gare de Clamart.
Orientée du nord-est au sud-ouest, et quasiment rectiligne, elle passe par le rond-point d'Artachat localement appelé la Fourche, puis rencontre notamment la rue d'Estienne-d'Orves et la rue Paul-Vaillant-Couturier.

## Origine du nom
Cette avenue porte le nom de l'homme politique socialiste français Jean Jaurès (1859-1914).

## Historique

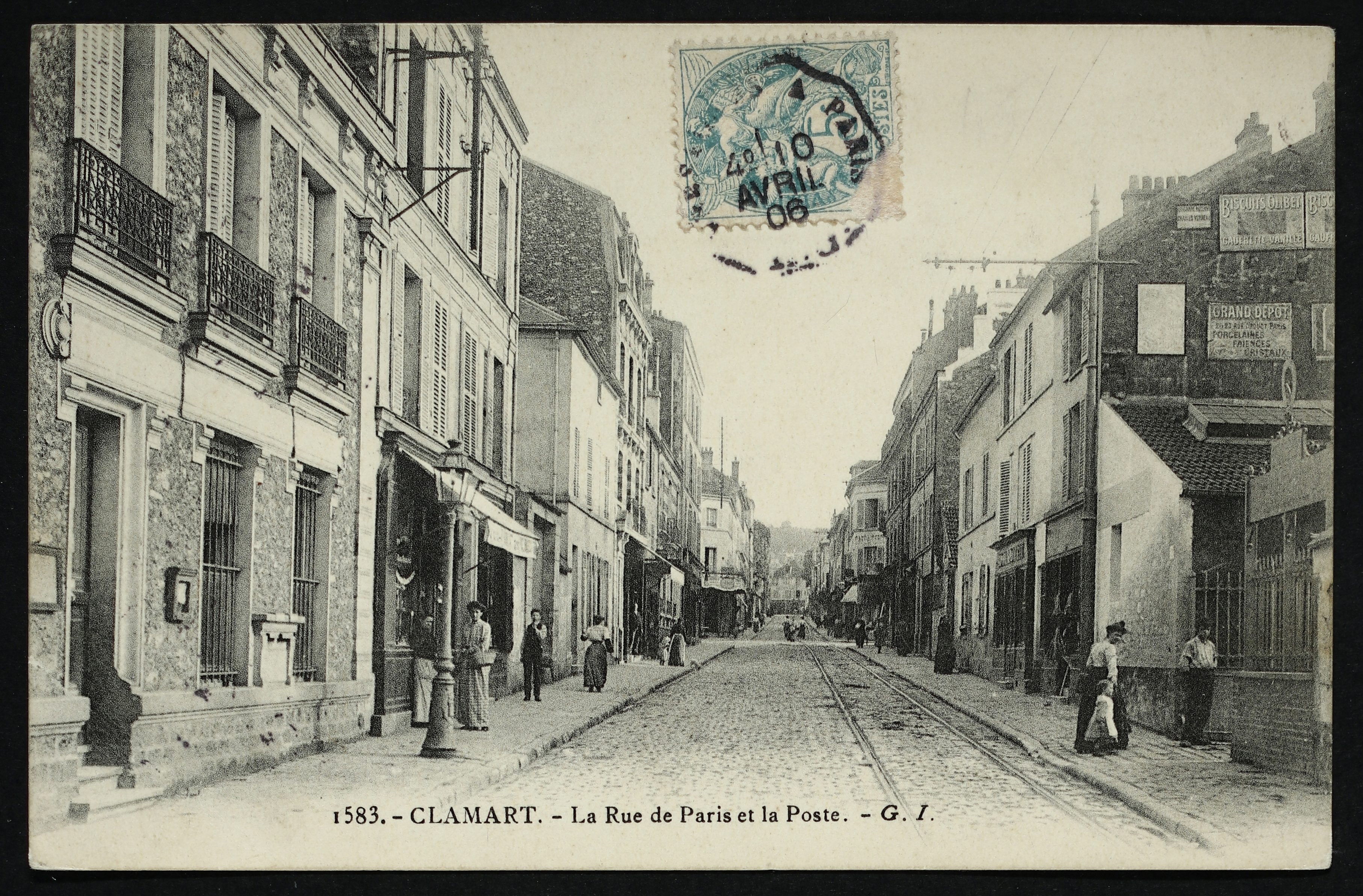
La rue de Paris, vers 1900.

Cette voie fut tracée vers 1840 à travers l'ancienne propriété Mézère, lotie à cette époque. Elle avait notamment pour objectif de relier le centre-ville à la gare de Clamart, très excentrée.
Elle faisait partie du chemin no 71, de Vanves à Clamart, et était parcourue par deux lignes de la Compagnie générale parisienne de tramways: la ligne de Clamart-Gare à Clamart-Mairie, et celle de Saint-Germain-des-Prés à Clamart.

## Bâtiments remarquables et lieux de mémoire
- Église Saint-Joseph de Clamart.
- Marché du Trosy.
- Hôtel de ville de Clamart[5].

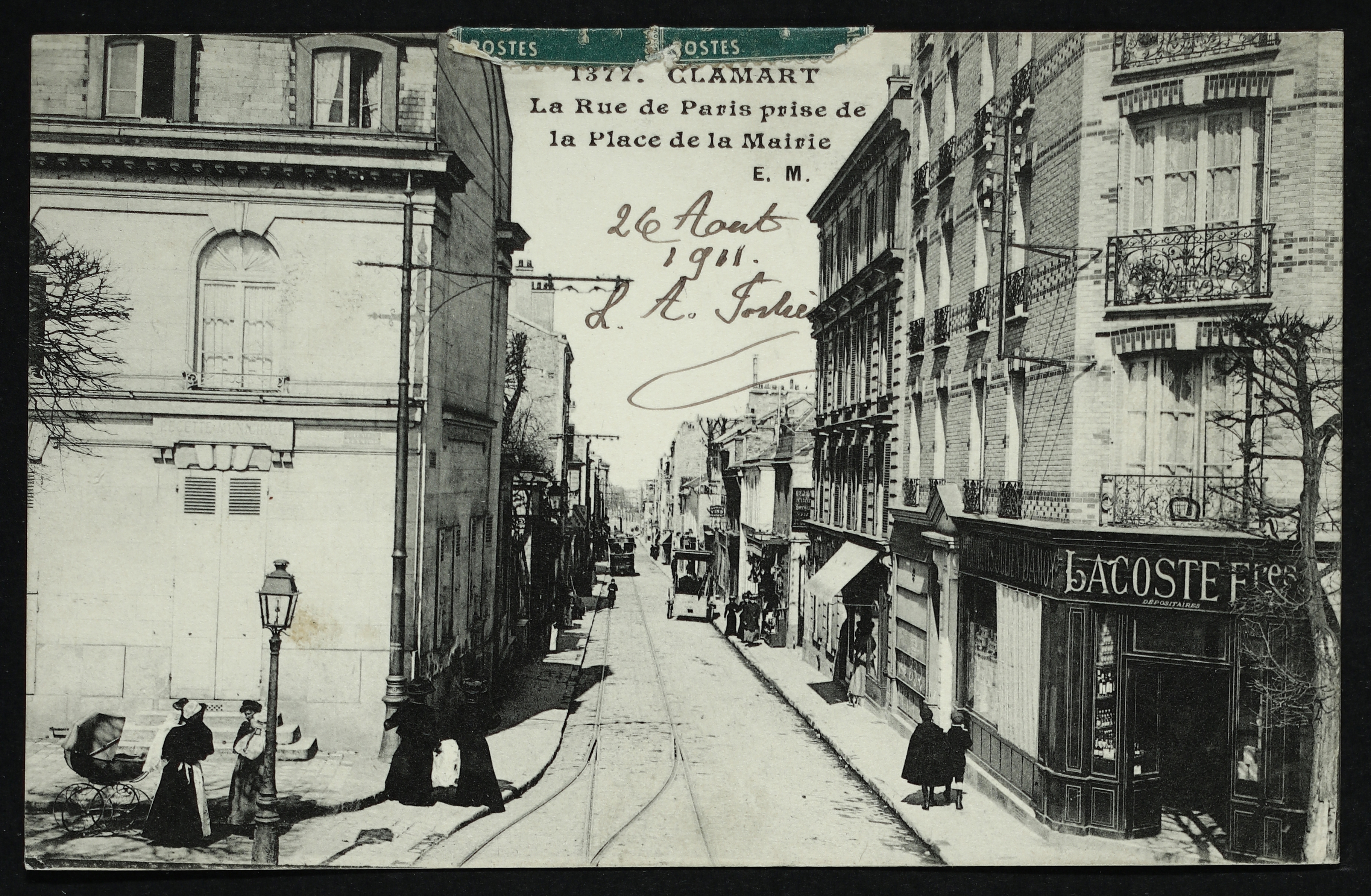
Vue de la place de la Mairie.

- Au no 47bis, un immeuble construit en 1908 par l'architecte A. Monod[6].
- Aux no 70[7], no 163[8], no 173[9] et no 225[10], des maisons construites entre la fin du XIXe siècle et le début du XXe siècle, inscrites dans la base Mérimée.